# 미나미오타역
미나미오타역(일본어: 南太田駅、みなみおおたえき)
(영어: Minamiōta Station)은 일본 가나가와현 요코하마시 미나미구에 있는 게이힌 급행전철 본선의 철도역이다. 역 번호는 KK41이다.

## 역 구조
상대식 승강장 2면 4선의 고가역. 중앙의 두 선은 통과선으로, 부본선이 있는 헤미역과 비슷한 형태이다.
구내 배선 상, 승강장에 전자 전기 벨 장치가 있다. 안전 측선이 있어 통과선에도 출발 신호기가 설치되어 있으며 2011년 9월 23일 운행 변경으로 당역에서 한 낮중 보통, 쾌특 대피는 사라졌으나 2012년 10월 21일의 다이아 개정으로 다시 에어 포트 급행과 쾌특의 대피가 이루어진다.
승강장은 유효 길이는 6량이지만, 대피 설비를 위해 8량까지 대응한다.
승강장의 고가네초 방향 쪽으로 엘리베이터가 설치되어 있다.

### 타는 곳
| 1 | 게이큐 본선 | 가미오오카・우라가・미사키구치 방면                                                 |
| 2 | 게이큐 본선 | 요코하마・게이큐 가와사키・시나가와・센가쿠지・신바시・아사쿠사・인바니혼이다이방면 |

## 역세권 정보
- 요코하마 상업 고등학교(Y교)
- 미나미오타 우체국
- 오오카 천(川)
- 시미즈가오카 공원

## 역사
- 1930년 4월 1일: 영업 개시.
- 1987년 12월: 통과선을 완성하고 우등 열차의 통과 대기가 가능하게 되었는데, 통과선 완성 전까지는 상대식 승강장 2면 2선의 구조였다.
- 1998년 1월 15일: 우라가 발 시나가와 방면 상행 보통 열차(4량 편성)가 눈의 영향에서 소정의 정지 위치보다 27m 지나쳐서 안전 측선의 차량에 파고들었고 1량 전체가 탈선하는 사고 발생.

## 갤러리

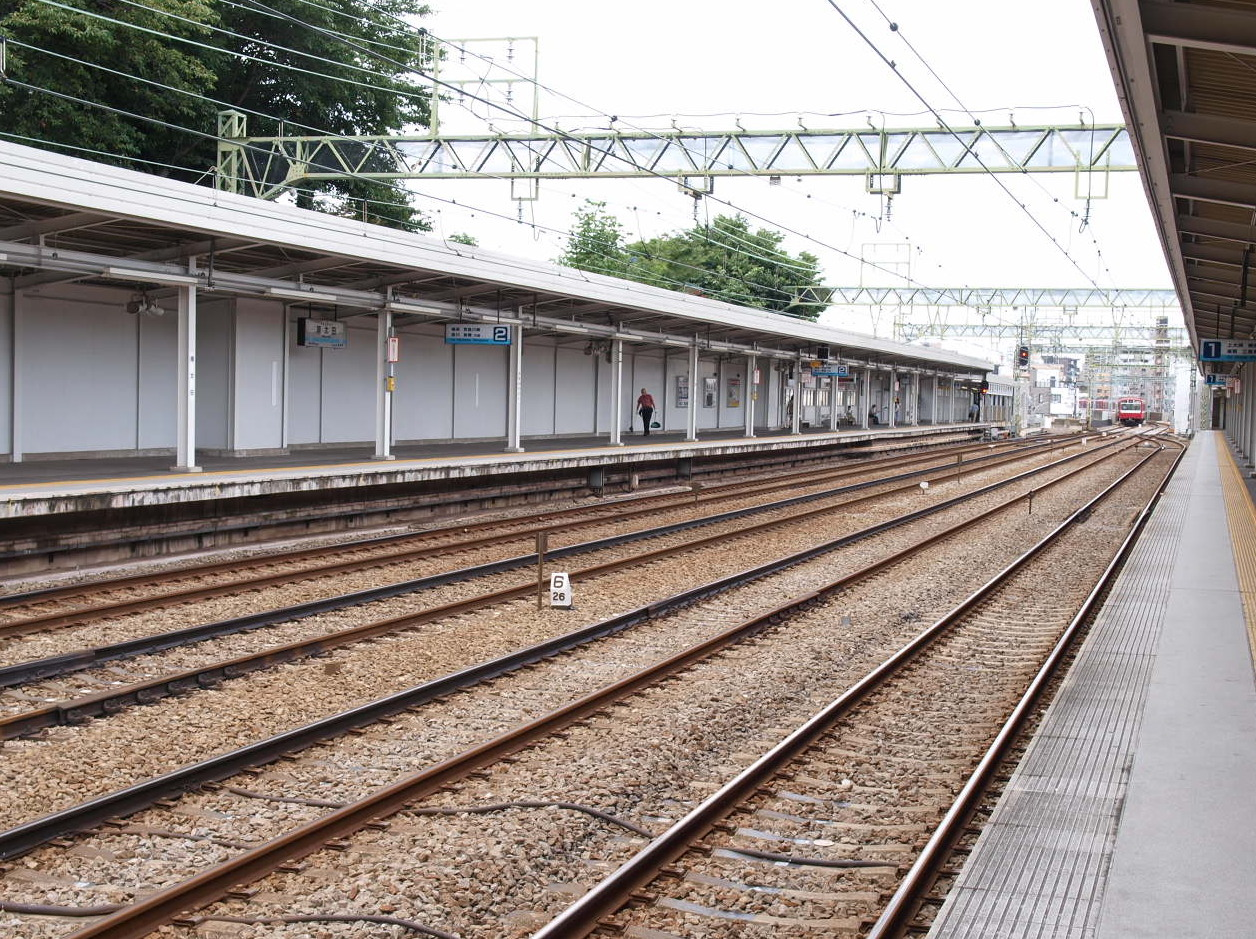
승강장（2010년）
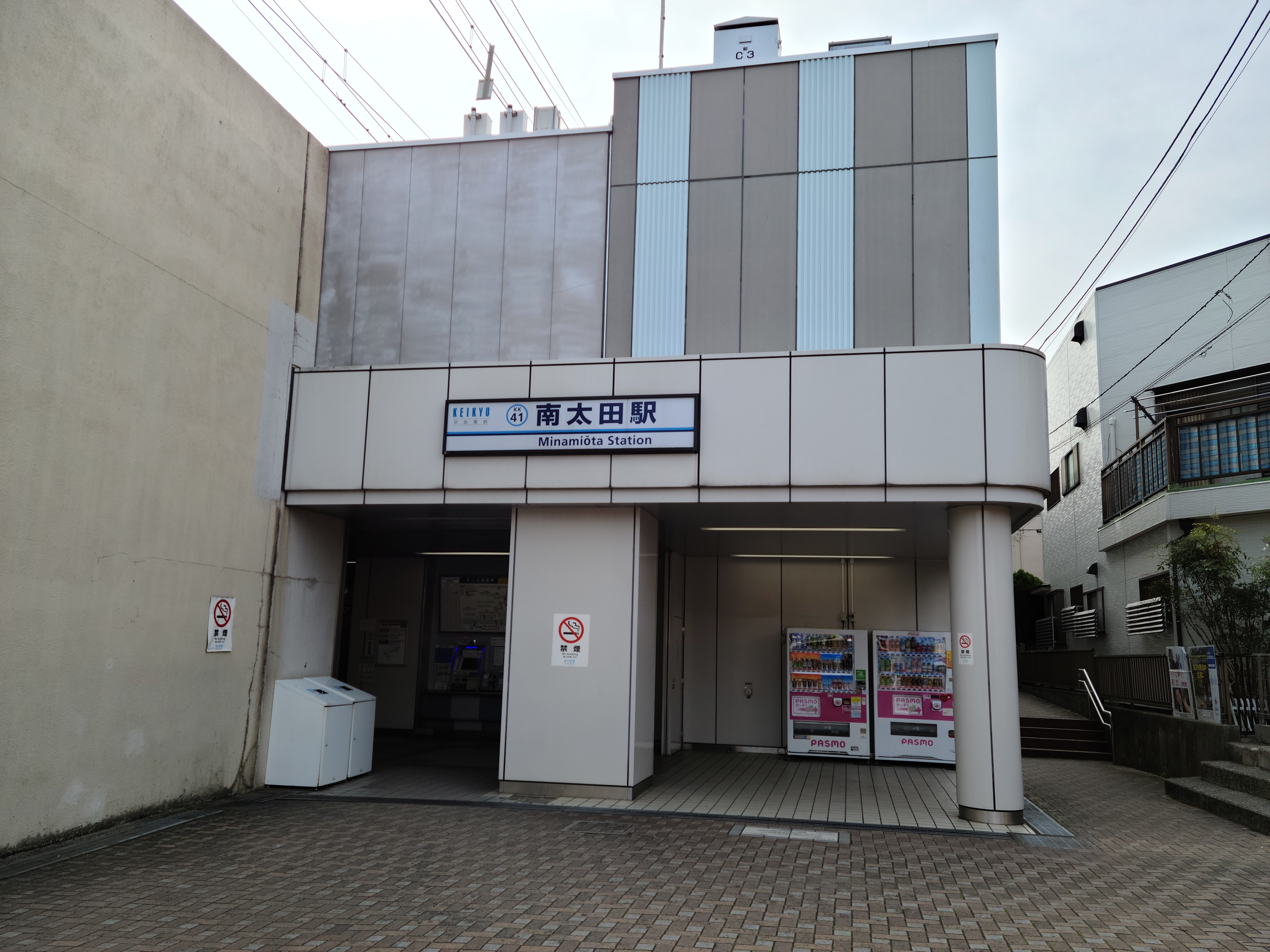
서쪽 출구（2021년）

## 인접역
| 게이힌 급행 전철 본선       | 게이힌 급행 전철 본선 | 게이힌 급행 전철 본선     |
| --------------------------- | --------------------- | ------------------------- |
| KK40 고가네초 시나가와 방면 | ■ 보통                | 이도가야 KK42 우라가 방면 |